# Nytta

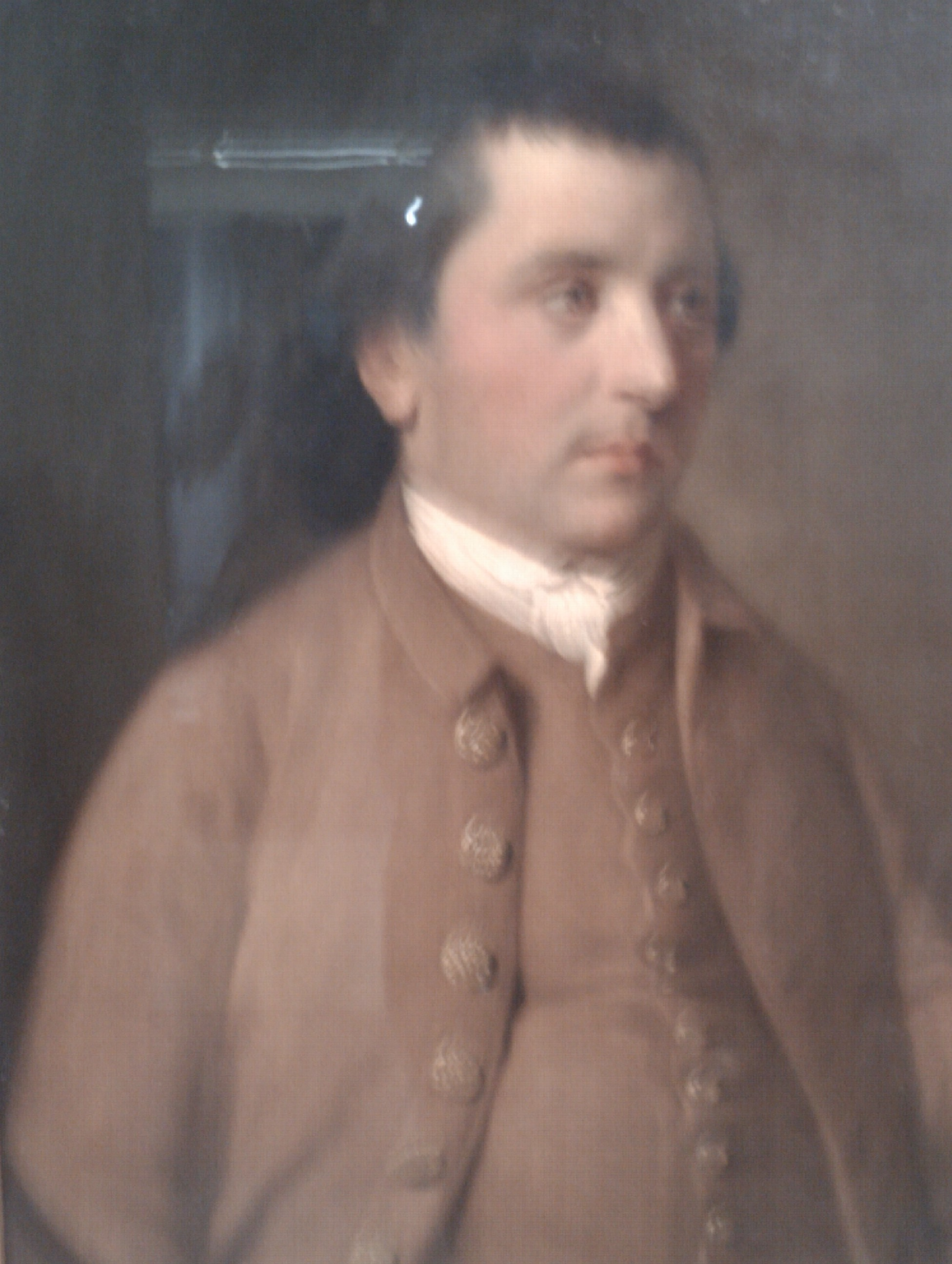
Jeremy Bentham

Nytta (engelska utility) är ett centralt begrepp i samhällsvetenskap och filosofi.
Inom praktisk filosofi är nytta ett viktigt begrepp inom utilitarismen där en handling ska bedömas efter den nytta den medför. Denna konsekventialistiska etiklära har utgjort en, ibland outtalad, premiss för betydande delar av flera samhällsvetenskapliga teorier.
Juristen Vilhelm Lundstedt hävdade att samhällsnyttan skulle utgöra grunden för rättstillämpningen. Denna rättsfilosofiska uppfattning är kontroversiell, och kom att kritiseras av bland andra Johan Thyrén, eftersom konsekvensen kan framstå som etiskt stötande. Vid ett brottmål skulle domaren enligt denna uppfattning således i första hand beakta om samhällsnyttan skulle främjas av om den tilltalade dömdes eller inte, inte om den tilltalade faktiskt hade gjort sig skyldig till den gärning han åtalades för. Motargumentet som främst anfördes var att allmän rättsosäkerhet inte skulle kunna anses ligga i samhällets intresse, och att oskyldiga därför inte borde dömas som för ett brott som de inte hade gjort sig skyldiga till. Denna frågeställning inom allmän rättslära kan belysa en moralisk problematik som inte enbart är av intresse för rättsvetenskapen, utan som även kan anses som beaktansvärd vad avser förhållandet mellan dygdetik och konsekvensetik.
Inom nationalekonomi och företagsekonomi används begreppet på flera sätt. Begreppet är centralt i de flesta mikroekonomiska modeller som del i att beskriva konsumenten. När konsumenten konsumerar en viss produkt så erhålles en viss nytta. Nytta är vidare ett subjektivt begrepp, det går inte att a priori säga vad som ger högre eller lägre nytta, detta är upp till individen.
Det antas i de flesta modeller att konsumenten strävar efter att maximera nyttan. Det antas också oftast att nyttan för varje ytterligare konsumerad enhet är positiv men avtagande i storlek.